# Kakšne barve je svet
Knjiga Kakšne barve je svet avtorice Dese Muck je otroška knjiga, ki skozi zgodbo o dveh krtkih skuša razložiti kakšne barve je svet. Za otroke ima knjiga dejanski pomen, a ko zgodbo prebere odrasla oseba, v njej najde mnoge simbole, ki si jih vsak lahko razlaga po svoje.

## Vsebina
Peter in Rozi sta krta mladiča, ki s svojo mamo živita globoko pod zemljo. Neprestano sta lačna in zdi se, da njuna mama kar ne more ugoditi njunemu apetitu. Zato se njuna k živčnim zlomom nagnjena mama odloči, naj si otroka sama poiščeta hrano. Ko Rozi in Peter z vsemi silami poizkušati izpuliti deževnika iz zemlje, ga pretrgata na pol. Njuna otroška radovednost je brezmejna, zato se odločita, da bosta poiskala še drugo polovico deževnika. Ko sta že skoraj prišla na površje, sta zagledala čuden obris, ki jima je velel, naj mu vrneta polovico deževnika, češ da pripada njemu. Bila sta preplašena, zato sta pobegnila domov.
Vse sta povedala mami, o grozni pošasti in o nenavadni luči, ki sveti tam zgoraj. Mama ju je poučila, da je bila pošast kokoš, ki se ravno tako kot oni prehranjuje z deževniki, tista lučka pa je sonce. Zabičala pa jima je tudi, da nikoli več ne smeta na površje zemlje, saj lahko krti umrejo, če so na soncu več kot tri minute. Da bi otroka pomirila mamo, sta ji obljubila, da ne bosta zapustila varnega doma.
Toda Peter in Rozi sta seveda morala izvedeti, kakšen je svet na površju zemlje. Najprej sta se odpravila k okulistu , ki jima je dal očala, saj so krti po naravi slepi in brez njih ne bi ničesar videla, nato sta se odpravila na površje. Že prvo srečanje s tako mogočno svetlobo je bilo neverjetno. Bila sta navdušena nad vsemi barvami in svetlobo. Končno ni bilo več vse črno. Srečala sta kravo, ki jima je povedala, da je sedaj dan. Nato pa ju je povabila s seboj k potoku, kjer se zbirajo še ostale živali. Sledila sta ji. Med  potjo jima je še razložila, da je svet zelene in bele barve, tako kot njeno mleko. Ko so prispeli k potoku, so bile tam že tudi ostale živali. Vse so ju posmehljivo gledale in si zatiskale oči, češ kje si še videl krta z očali. Kokoš ju je takoj napadla in jima očitala, da jim krti že tako ali tako kradejo deževnike in sedaj si bodo omislili še očala in pokradli še preostale. Krtka pa sta jim hitela pojasnjevati, da sta tu le iz razloga, da spoznata svet in njegove barve.
Sledil je dolg pogovor o tem kakšne barve je svet. Vsaka žival jima je povedala drugače. Od vsega govoričenja sta krtka postala lačna, zato sta živali prosila za hrano. Takoj so jima dale vedeti, da brez dela ni jela in da si bosta hrano morala prislužiti. Tako sta najprej pomagala konju vleči voz, racam loviti muhe, a vsa dela so bila zanju pretežka. Postajala sta vse bolj lačna. Nato pa ju je mačka prosila, če bi ji pomagala loviti miši tako, da vstopita v mišjo luknju in miškam povesta, da jih zunaj čaka presenečenje. Toda krtka sta se odločila, da tega ne bosta počela saj so miške do njiju vedno zelo prijazne.
Tako sta od silne lakote obležala na žgočem soncu, misleč da je zanju konec. In ravno takrat so prišle vse živali, tudi one misleč, da sta krtka mrtva. Ravno ko so živali žalovale, sta se krtka prebudila. Živali so bile navdušene in se jima opravičile za nesramnost, poleg tega pa jima je kokoš nalovila polno pest deževnikov. Krtka sta se najedla, zahvalila živalim in se vrnila domov. Ko sta prišla domov, je njuna mama blaznela od skrbi. Bila ju je zelo vesela in tudi Peter in Rozi sta bila srečna da sta doma. Mami sta povedala, kaj vse sta videla in koliko čudovitih barv je bilo zgoraj, potem pa ju je premagala utrujenost. Pred spanjem sta mami še enkrat obljubila, da ne bosta več nikoli zapustila doma. Vseeno sta spravila očala pod blazino, za vsak slučaj, nato pa sta sladko zaspala in sanjala o barvah sveta.

## Podatki o knjigi
- Ilustrirala in oblikovala: Branka Schwaz

- Lektoriral: Stanislav M. Maršič

- 2002, Mohorjeva družba, Celovec - Ljubljana - Dunaj

Izdajo knjige je podprlo Ministrstvo za kulturo Republike Slovenije